# Spindletop
Spindletop is een olieveld in Texas. Op 10 januari 1901 spoot de bron aardolie omhoog nadat Lucas 347 m diep geboord had. Dit gaf de start voor oliebedrijven als Gulf Oil, Texaco en Chevron.
Het Spindletop-olieveld werd ontdekt ten zuiden van Beaumont in het oosten van Jefferson County op 10 januari 1901.
In 1892 werd de Gladys City Oil, Gas, and Manufacturing Company, opgericht. Het was het eerste bedrijf dat naar olie boorde op Spindletop Hill. In 1893 werd met het boren begonnen, maar drie boorpogingen werden niet succesvol afgesloten. Een nieuwe poging werd gedaan met moderner boorgereedschap in oktober 1900. Op 10 januari 1901 werd een diepte bereikt van 1139 voet. Eerst kwam borrelend modder omhoog en vervolgens spoot zes ton boorpijp uit het boorgat gevolgd door olie en gas. De olie spoot meer dan 100 meter hoog. Het duurde negen dagen totdat de boorput werd afgedekt. Naar schatting was elke dag 100.000 vaten olie ongecontroleerd omhoog gekomen en rondom de boortoren lag een meer van olie.
De oliespuiter kreeg veel aandacht en veel gelukzoekers trokken naar het gebied. Speculatie deed de grondprijzen rond Spindletop Hill sterk stijgen. De bevolking van Beaumont steeg in zeer korte tijd van 10.000 tot 50.000 inwoners. Veel boorputten werden geslagen en in het jaar 1902 werd 17,5 miljoen vaten olie gewonnen, maar dit veld raakte snel uitgeput. Er werden meer velden aangeboord in de directe omgeving en in 1927 bereikte de olieproductie een record van 21 miljoen vaten. In een periode van vijf jaar was 60 miljoen vaten olie gewonnen en in 1985 was de cumulatieve productie 153 miljoen vaten.
De ontdekking van het Spindletop olieveld had een grote invloed op Texas. Veel mensen trokken naar de staat om te profiteren van de oliewinning en verder werden miljarden dollars geïnvesteerd. Veel grote oliemaatschappijen begonnen hier hun activiteiten door hun betrokkenheid bij Spindletop zoals The Texas Company (later Texaco), Gulf Oil en Humble Oil Company (opgegaan in ExxonMobil).